# Praefectus alae
El Praefectus Alae, en el ejército romano del Alto Imperio, era el oficial al mando de un Ala de caballería, uno de los diferentes tipos de unidades auxiliares.
Desde principios del Imperio, este grado estaba encomendado a un caballero romano, miembro del Ordo equester, aunque no era extraño su desempeño por un antiguo centurio Primus pilus. Cuando el emperador Claudio regularizó el cursus honorum ecuestre, la prefectura de ala se ejercía como tertia militia, después de haber desempeñado, sucesivamente, el mando de una cohorte de infantería o mixta y el puesto de Tribunus angusticlavius de una legión.
A partir de Adriano, cuando se hicieron comunes las Alae milliariae, su mando como Praefectus Alae milliarae, dado su reducido número, se convirtió para algunos caballeros en una cuarta militia.
El mando sobre un Ala se ejercía durante un período de dos a cuatro años, tanto en tertia como en cuarta militia.
El cargo desapareció con las reformas de Constantino I, que unificó las fuerzas de caballería dentro de los auxilia palatina, eliminando las Alae del Alto Imperio.